# 供御院
供御院（くごいん）とは、大炊寮の付属機関。

## 概要
畿内官田の御稲を収納して天皇・中宮・東宮の飯料に充てたという（『西宮記』）。後に大炊寮が直接管轄する御稲田が成立すると、その御稲を収納した。
大炊寮史生が供御院の預に任じられていたが、長保4年（1002年）に磯部広信が預に任じられて以後、15代300年余りにわたって磯部氏が預職とともに御稲田の支配権を世襲した。供御院を所管した大炊寮の長官である大炊頭も同様に中原氏が世襲するようになり、中原氏の大炊頭の推挙（磯部氏には「寮家任符」・朝廷には「寮家挙状」に基づいて磯部氏の預が任じられる構造となっていたが、御稲田の支配権を巡って中原・磯部両氏間の相論が度々発生したが全て磯部氏側の勝訴に終わったという（『綸旨抄』）。